# Rectoris
Rectoris is een geslacht van straalvinnige vissen uit de familie van karpers (Cyprinidae).

## Soorten
- Rectoris longifinus Li, Mao & Lu, 2002
- Rectoris luxiensis Wu & Yao, 1977
- Rectoris mutabilis (Lin, 1933)
- Rectoris posehensis Lin, 1935